# عثمان آي فرح
عثمان آي فرح (4 ديسمبر 1979 -)، صحافي تلفزيوني إريتري مواليد إثيوبيا، ينتمي إلى قبيلة الساهو، انتقلت أسرته إلى جيبوتي ثم اليمن فالسعودية ثم هاجرت أسرته إلى بريطانيا سنة 1991 م.
كان لديه طموح كبير للعمل في مجال الصحافة منذ وقت مبكر وهو المذيع الإرتيري الوحيد الذي يعمل في القنوات الفضائية العربية.

## مع الصحافة المرئية
كانت بدايته في الصحافة من خلال قناة المستقلة في لندن وهي المملوكة لصحافي تونسي سنة 2001م. عمل مراسلاً ومقدم برامج في شبكة الأخبار العربية حيث غطى الحرب الأمريكية على أفغانستان. انتقل بعد ذلك إلى قناة خليفة في لندن حيث عمل مراسلاً ومقدمَ برامج.
سنة 2003م انتقل للعمل في تلفزيون دبي حيث نقل أخبار صندوق النقد الدولي والبنك الدولي. بعدها انتقل إلى قناة العربية في دبي حيث عمل مراسلًا ومقدم أخبار اقتصادية وسياسية. سنة 2008م انتقل للعمل في تلفزيون بي بي سي العربي في لندن حيث كان من أوائل من عمل بالقناة عند انطلاقها في نسختها الثانية، وفي سنة 2010م انتقل إلى قناة الجزيرة. وهو يعمل حالياً مقدماً لنشرات الأخبار بالقناة.

## أهم التغطيات الاخبارية التي قام بها
1. كان أحد المراسلين الخمسة المتحدثين باللغة العربية القلائل في كابول قبل سقوط حركة طالبان حيث غطى الحرب من هناك وسط المخاوف والظروف الحالكة.
2. قام بتغطية مؤتمر القمة العربية الذي أقيم بسلطنة عمان مؤخرا.
3. كما قام بتغطية زيارة أوباما لتركيا كأول بلد إسلامي يزوره بعد توليه المنصب.
4. اشترك مؤخرا برحلة قناة البي بي سي الإنجليزية التي غطت عدة مدن بالهند لتغطية الانتخابات الهندية.
5. قام بتغطية الانتخابات السودانية 2010 التي تعد أول انتخابات تعددية رئاسية وبرلمانية يشهدها السودان منذ 1986.
6. كما قام عثمان آي فرح بإنجاز العديد من المقابلات مع الشخصيات السياسية ورجال لهم تاريخ حافل كما يجدر الإشارة إلى مقابلته الشهيرة مع الرئيس إسياس أفورقي التي أجراها لصالح قناة العربية وما أحدثته من جدل حينما سأله عن اعتقال وزراء سابقين أمثال محمود شريفو واعتقال وزير الخارجية الأسبق هيلي ولد تنسائي والزج بهم بالسجون دون أحكام صادرة ضدهم كما طرح عليه أسئلة عن تردي حقوق الإنسان في إرتريا وعدم وجود تعددية سياسية رغم أنكار الرئيس ذلك إلى أن المقابلة كانت تحسب للمذيع عثمان من باب قوة الطرح وجرأة الأسئلة كما أجرا مقابلة كذلك مع الصادق المهدي كما اجرا مقابلة مؤخرا مع رئيس إقليم كردستان في العراق مسعود البارزاني كانت تتناول جوانب كثيرة. وفي عام 2012 أجرى مقابلة مع وزير الدفاع السوداني عبد الرحيم محمد حسين في برنامج لقاء اليوم بقناة الجزيرة الفضائية.